# Prospect (Connecticut)
Prospect – miasto w Stanach Zjednoczonych, w stanie Connecticut, w hrabstwie New Haven.